# Jarosław Fojut
Jarosław Fojut (Legionowo, 17 ottobre 1987) è un dirigente sportivo ed ex calciatore polacco, attuale direttore sportivo dello Stal Rzeszów.

## Carriera

### Club
Dopo aver militato nelle giovanili di diverse squadre polacche, Fojut nel 2004 si trasferisce al Bolton. Debutta in prima squadra nel 2006, nella partita di FA Cup contro il Watford al Vicarage Road, mentre il debutto in Premier League avviene nel match contro il Portsmouth al Fratton Park, terminato 1-1.
Il 31 agosto 2007 viene ceduto in prestito semestrale al Luton Town, con cui debutta il 4 settembre nella partita contro il Northampton Town. Segna il suo primo gol da professionista il 27 novembre contro il Brentford, in FA Cup.
Durante la sua esperienza nel Bedfordshire si fa apprezzare a tal punto che l'allenatore del Luton Town, Kevin Blackwell, definisce "colossali" le sue prestazioni. Tuttavia, il club finisce in amministrazione controllata per motivi economici, e tutti i giocatori in prestito, ivi compreso Fojut, ritornano nelle squadre di appartenenza.
Il 9 ottobre 2008 viene ceduto in prestito mensile allo Stockport County.
L'11 febbraio 2009 viene acquistato dallo Śląsk Wrocław, sottoscrivendo un contratto fino al 2012. Agli inizi del 2013, si trasferisce al Tromsø. Il 16 giugno 2014, rescinde il contratto che lo legava al club.
Svincolato, il 14 luglio 2014 firma un contratto biennale con gli scozzesi del Dundee United.

### Nazionale
Con le Nazionali giovanili polacche ha preso parte al campionato europeo Under-19 del 2006 e al Campionato mondiale di calcio Under-20 2007.

## Palmarès

### Club

#### Competizioni nazionali
- Ekstraklasa: 1

Śląsk Breslavia: 2011-2012